# 国際音声学会
国際音声学会（こくさいおんせいがっかい、英語: International Phonetic Association : IPA）は、音声学に関わる学術的な活動と、音声学の応用を推進するための国際的な学術団体である。主な成果として、国際音声記号と呼ばれる発音記号の開発と制定があげられる。学会も記号も共に略称はIPAである。

## 歴史
1886年、フランスのパリにて、言語学の教師達による小さな協会が発足されたことに端を発する。この協会は、学校における発音記号の使用を確立・推進し、生徒たちに外国語の正確な発音を修得させ、また小さな子供たちに文字の読み方を教える一助とすることを目的としていた。初代会長はフランスの言語学者、ポール・エドゥアール・パシー（フランス語: Paul Édouard Passy）であった。1889年、協会の名前は「現代語教師音声学協会」（フランス語: L'Association Phonétique des Professeurs de Langues Vivantes : AP）と定められ、1897年には「国際音声学会」（フランス語: L'Association Phonétique Internationale : API; 英語: International Phonetic Association : IPA）と改名された。1914年に学会の活動は最初のピークを迎え、40の国から1751名の会員が加盟していた。
1914年から始まった第一次世界大戦およびその惨禍により学会の活動は停滞し、1922年に再開されるまで機関誌の発行も停止していた。その後学会は徐々に活動を再開し、1932年にはほぼ現在の形に近い国際音声記号の体型が確立したほか、アムステルダムにて第1回総会を開いている。1971年には学術雑誌 Journal of the International Phonetic Association の第1巻が刊行された。

## 活動

### 音声記号の開発
当初の学会の方針では、基本的な字母を用意し、様々な調音をそれに適用できる方式にして、各言語がそれぞれに適した記号の組を持つことができるような枠組みを開発することとなっていた。やがて、一組の普遍的な記号体系を定め、異なる言語であっても音が共通であれば共通の記号を使用するのが最適であるとの結論にいたり、1888年に最初の版の制定、1900年に非ヨーロッパ圏の言語の音をカバーするために拡張され、1932年の改訂でほぼ現在の形が確立した。その後も音声学の発展と共に改訂が重ねられている。1999年には、ケンブリッジ大学出版局より国際音声記号のハンドブック Handbook of the International Phonetic Association を発行した。音声記号の最新の版は2005年に改訂されたものである（2011年現在）。

### 機関誌
1886年より Le Maître Phonétique（『音声教師』）という機関誌を発行していた（当初は「Dhi Fonètik Tîtcer」(The Phonetic Teacher)という題だったが、1889年に雑誌名がフランス語になった）。記事はすべて国際音声記号で書かれていた。1971年より後続の Journal of the International Phonetic Association （『国際音声学協会機関誌』）という学術雑誌を年3回刊行しているが、通常の正書法で書かれている。2000年より、ケンブリッジ大学出版局が発行を行っている。音声学分野の学術論文に加え、音声学の授業報告や言語療法、コンピュータによる音声処理に関する報告も受け付けている。
音声学を取り扱う性質上、1998年から、雑誌中の図面に付随する発音の音声ファイルを、インターネットからダウンロードできるサービスを購読者向けに実施しており、正確な発音を聞くことができるようになっていることはこの雑誌の大きな特徴である。

### 国際音声科学会議
1932年より、国際音声科学会議（The International Congress of Phonetic Sciences : ICPhS）を4年に1度開催している。これまでの開催地と開催年は次のとおり。
1. アムステルダム (1932)
2. ロンドン (1935)
3. ヘント (1938)
4. ヘルシンキ (1961)
5. ミュンスター (1964)
6. プラハ (1967)
7. モントリオール (1971)
8. リーズ (1975)
9. コペンハーゲン (1979)
10. ユトレヒト (1983)
11. タリン (1987)
12. エクス＝アン＝プロヴァンス (1991)
13. ストックホルム (1995)
14. サンフランシスコ (1999)
15. バルセロナ (2003)
16. ザールブリュッケン (2007)
17. 香港 (2011)
18. グラスゴー (2015)
19. メルボルン (2019)
20. プラハ (2023)

### 検定
1908年より、IPAは試験を実施しており、英語・フランス語・ドイツ語それぞれの音声学に関する熟達度を認定している。